# Sottrazione fraudolenta al pagamento di imposte
È punito con la reclusione da sei mesi a quattro anni chiunque, al fine di ottenere per sé o per altri un pagamento parziale dei tributi e relativi accessori, indica nella documentazione presentata ai fini della procedura di transazione fiscale elementi attivi per un ammontare inferiore a quello effettivo od elementi passivi fittizi per un ammontare complessivo superiore ad euro cinquantamila. Se l'ammontare di cui al periodo precedente è superiore ad euro duecentomila si applica la reclusione da un anno a sei anni.»
(Articolo 11 del decreto delegato n. 74/2000)
La sottrazione fraudolenta al pagamento di imposte (anche nota come frode sottrattiva) è un reato previsto dall'ordinamento giuridico italiano dall'articolo 11 del decreto legislativo n. 74 del 10 marzo 2000.

## Elementi della fattispecie delittuosa

### Elemento soggettivo del reato
Trattandosi di delitto, ai fini della punibilità è richiesto il comportamento doloso dell'agente.

### Elemento oggettivo del reato
Per la sussistenza del delitto, trattandosi di reato di pericolo concreto, è sufficiente che vi sia un debito non inferiore a cinquantamila euro e non è richiesto che sia posta in essere una procedura di riscossione coattiva, ma che siano compiuti atti volti a inficiare il buon esito di una eventuale riscossione forzata.

## Le pene previste
L'articolo 11 del decreto delegato n. 74 del 2000 punisce, con la reclusione da 6 mesi a 4 anni, chiunque «al fine di sottrarsi al pagamento di imposte sui redditi o sul valore aggiunto ovvero di interessi o sanzioni amministrative relativi a dette imposte di ammontare complessivo superiore ad euro cinquantamila, aliena simulatamente o compie altri atti fraudolenti sui propri o su altrui beni idonei a rendere in tutto o in parte inefficace la procedura di riscossione coattiva» e chi «al fine di ottenere per sé o per altri un pagamento parziale dei tributi e relativi accessori, indica nella documentazione presentata ai fini della procedura di transazione fiscale elementi attivi per un ammontare inferiore a quello effettivo od elementi passivi fittizi per un ammontare complessivo superiore ad euro cinquantamila».
È altresì prevista la reclusione da 1 anno a 4 anni nei casi in cui l'ammontare delle imposte delle sanzioni e degli interessi o l'ammontare dei componenti attivi e passivi fittizi riportati nella documentazione presentata ai fini della procedura di transazione fiscale siano superiori ad euro duecentomila.

## Competenza
Ai sensi dell'articolo 8, comma 1, del codice di procedura penale, la competenza territoriale del giudice penale per l'accertamento del reato di sottrazione fraudolenta al pagamento d'imposte «è determinata dal luogo in cui il reato è stato consumato».
Se questo criterio non è applicabile, si ricorre a quello previsto dall'articolo 9, comma 3, del medesimo codice che attribuisce la competenza territoriale «al giudice del luogo in cui ha sede l'ufficio del pubblico ministero che ha provveduto per primo a iscrivere la notizia di reato».
Tali disposizioni sono richiamate dal decreto legislativo n. 74 del 10 marzo 2000, le quali si applicano ai sensi dell'articolo 18 del medesimo decreto.

## Prescrizione
A seguito delle modifiche apportare al codice penale della legge n. 251 del 5 dicembre 2005, il termine di prescrizione del delitto di sottrazione fraudolenta al pagamento di imposte è di 6 anni.

## Testi normativi
Decreto legislativo 10 marzo 2000, n. 74, in materia di "Nuova disciplina dei reati in materia di imposte sui redditi e sul valore aggiunto"